# Lotte Friis
Lotte Friis (født 9. februar 1988 i Blovstrød) er en dansk tidligere topsvømmer og nuværende radiovært. Hun var bedst på de lange crawldistancer og indehaver af de danske rekorder i 400 fri, 800 fri og 1500 fri, på både kort- og langbane. 28. november 2009 satte hun verdensrekord i 1500 m fri på kortbane – den første danske verdensrekord i mange årtier.
Hun indstillede sin karriere i april 2017 efter en 14 år lang karriere.
Lotte Friis blev den 5. januar 2019 optaget som det 34. medlem i Sportens Hall of Fame.

## Karriere
Ved DM på kortbane 2007 satte Lotte Friis nordiske rekorder i 400, 800 og 1500 m fri. Tiderne, 4:03,67, 8:18,01 og 15:53,22, rakte til henholdsvis en 4. plads, en 3. plads og en 2. plads på verdensranglisterne for 2007.
Lotte Friis deltog i OL 2008 i Beijing og opnåede her sit hidtil bedste resultat med en bronzemedalje i 800 m fri, og undervejs slog hun sin egen danske rekord.
Det hidtidige højdepunkt i hendes karriere kom ved VM i svømning 2009 i Rom (langbane), da hun først vandt sølv på 1500 m fri og efterfølgende vandt guld på 800 m distancen. Hun blev dermed den første dansker i historien, der blev verdensmester på langbane.
Efter karrieren som professionel svømmer er Lotte Friis blevet radiovært på Formiddag på 4’eren, som hun og Knud Lind er værter for.

### Klubber
Lotte Friis svømmede tidligere for klubben Sigma Allerød, men skiftede i 2011 til Herlev Svømning, hvor hun svømmede på en kontrakt, der gjorde hende til den første professionelle svømmer i Danmark. Til daglig trænede hun på Dansk Svømmeunions Nationale Træningscenter i Bellahøj. Efter Sommer-OL 2012 flyttede Lotte Friis til Nice, hvor hun trænede i klubben Olympic Nice Natation. Siden september 2013 trænede Lotte Friis i North Baltimore Aquatic Club (NBAC) i USA for at forberede sig til OL 2016 i Rio. Når hun svømmede i Danmark, stillede hun op for en dansk svømmeklub. I november 2014 skiftede hun Sigma Nordsjælland ud med Gentofte Svømmeklub, når hun var i Danmark.

### Rekorder
Lotte Friis er i øjeblikket indehaver af tre nordiske rekorder:
- 400 fri i tiden 4:05,40
- 800 fri i tiden 8:15,92
- 1500 fri i tiden 15:28,65[8]

### Internationale resultater
- 2003: Bronzemedalje ved EM for juniorer i 800 m fri
- 2004: Sølvmedalje ved EM for juniorer i 800 m fri
- 2004: Sølvmedalje ved EM på kortbane i 800 m fri
- 2007: Guldmedalje ved EM på kortbane i 800 m fri
- 2008: Bronzemedalje ved EM på langbane i 1500 m fri
- 2008: Bronzemedalje ved OL i 800 m fri
- 2008: Bronzemedalje ved EM på kortbane i 800 m fri
- 2009: Guldmedalje ved VM på langbane i 800 m fri og sølv i 1500 m fri
- 2009: Verdensrekord i 1500 m fri på kortbane
- 2010: Guldmedalje ved EM på langbane i 800 m fri og i 1500 m fri
- 2011: Guldmedalje ved VM på langbane i 1500 m fri og sølv i 800 m fri[9]
- 2012: Guldmedalje ved EM på kortbane i 800 m fri
- 2012: Sølvmedalje ved EM på kortbane i 400 m fri
- 2012: Sølvmedalje ved VM på kortbane i 800 m fri
- 2013: Sølvmedalje ved EM på kortbane i 400 m fri
- 2013: Sølvmedalje ved EM på kortbane i 800 m fri
- 2013: Sølvmedalje ved VM på langbane i 800 m fri
- 2013: Sølvmedalje ved VM på langbane i 1500 m fri

## Andre aktiviteter
Lotte Friis medvirkede i 2009 i sæson 6 af underholdningsshowet Vild med dans.
Hun dansede med Mads Vad.
Svømmekollegaen Jeanette Ottesen udgav i 2021 sin selvbiografi 'Fri', hvor Ottesen skriver at hun igennem flere år mobbede Lotte Friis, hvilket hun undskyldte for i bogen. 
Men i forbindelse med bogen ramte Jeanette Ottesen et ømt punkt, som Lotte Friis ikke ønskede skulle frem i offentligheden. Så hun blev endnu engang offer for Jeanette Ottesens handlinger.

## Privat
Hun blev i 2008 student fra Marie Kruses Skole i Farum, hvor hun gik på den 4-årige idrætslinje.
Hun blev gift i 2020 med Christoffer Schnack. Friis afslørerede i januar 2022, at hun er gravid.